# 2010年吉爾吉斯革命
2010年吉爾吉斯革命，或稱第二次吉爾吉斯革命（相較於2005年之「鬱金香革命」），是2010年4月6日至7日吉爾吉斯反對派推翻庫爾曼別克·巴基耶夫的革命。源於該國民眾對政府和總統巴基耶夫的不滿，特別是政府關閉多家媒體的行為。示威者4月6日控制了位於塔拉斯的政府辦公室，4月7日示威者與首都比什凱克的警察之間的衝突演變為暴力事件，並迅速蔓延至全國各地。至少已經造成100人死亡。至4月7日晚，反對派已經成功推翻巴基耶夫政府，並組建了臨時政府，由前外長羅薩·奧坦巴耶娃擔任臨時總統。巴基耶夫已經通過他的私人飛機從首都逃離至南方城市奧什。
 吉爾吉斯3任總統阿爾馬茲別克·阿坦巴耶夫係於2011年經該國人民直接普選產生。

## 起因
巴基耶夫政府的腐敗和任人唯親，以及國家糟糕的經濟狀況，民眾不滿政府的經濟政策並要求降低物價、各種費用和稅收。
在革命發生前幾天一些新聞媒體被政府關閉，這些媒體被視為傷害了總統和他的兒子。

## 过程

### 4月6日
4月6日，西部城市塔拉斯大約有1,000名示威者佔領了政府總部，當天晚上早些時候政府又重新奪回了政府大樓，然後又被示威者逼出。兩名主要反對黨領袖塔克巴耶夫和阿爾馬茲別克·阿坦巴耶夫被政府逮捕。

### 4月7日
4月7日早晨，一小群示威者在社會民主黨位於比什凱克的總部被逮捕，然後成千上前的示威者相擁而來包圍了警察，並控制了2輛裝甲車和自動武器。示威者7日晚間，佔領了國會大樓，並且衝到檢察總長辦公室，從地下室開始放火，焚燒檢察總長的四層樓辦公室。

### 4月15日
巴基耶夫乘坐一架渦輪螺旋槳式小型飛機離國，去了哈萨克斯坦。臨時政府稱巴基耶夫離國時已提出辭職。

### 6月10日
6月10日23时吉尔吉斯斯坦奥什市的一家赌场发生吉尔吉斯和乌兹别克不同种族群殴事件，次日凌晨临时政府宣布奥什市及周边地区实施宵禁，时间为晚8时至次日晨6时，直到6月22日为止。此次骚乱已造成77人死亡，977人受伤。

## 國際反應
- 聯合國秘書長潘基文 通過其發言人發表聲明，對吉尔吉斯斯坦衝突造成人員傷亡表示震驚，並再次呼籲吉尔吉斯斯坦有關各方保持克制，避免進一步發生流血衝突。[12]

- 俄羅斯副外長卡拉辛表示，「我們一貫的立場是，吉尔吉斯斯坦存在的所有政治、經濟以及社會方面的意見分歧都應該在民主程序的框架之內來解決」。他說，應避免流血事件的發生。俄羅斯外交部發言人安德烈·涅斯捷連科表示，俄方呼籲吉尔吉斯斯坦的集會者與執政當局放棄使用暴力。[13]總理普京7日表示：「無論是俄羅斯，還是我本人，以及俄官員，都與這些事件沒有任何關係」。俄總統梅德韋傑夫認為，這是吉尔吉斯斯坦的內政，吉國是俄羅斯的戰略夥伴，俄將對事態發展持特別關注。[14]

- 美國駐吉尔吉斯斯坦大使館7日發表聲明，呼籲政府盡快與反對派進行談判，並呼籲反對派支持者遵守國家法律。聲明說，美方對吉一些城市發生騷亂深表憂慮，希望吉各派力量恪守法律，盡快進行談判，在法律框架內解決分歧。[15]

- 中國外交部發言人姜瑜就吉爾吉斯局勢發表談話，說「我們作為友好鄰邦，對吉爾吉斯斯坦首都等地事態發展深表關切，衷心希望吉正常秩序得以盡快恢復，有關問題在法律軌道上得以解決。吉爾吉斯斯坦局勢盡快恢復正常，符合吉人民的利益，也有利於地區和平與穩定。」[16]骚乱发生后，中国政府派出九架南航包机从奥什将1,299名中国公民接至乌鲁木齐。[17]。

## 參看
- 奧什騷亂
- 鬱金香革命
- 2010年吉尔吉斯修宪公投
- 2010年吉尔吉斯国会选举
- 2011年吉尔吉斯斯坦总统选举

## 外部連結
- Humanitarian information coverage on ReliefWeb（页面存档备份，存于）
- Exploring Regime Instability and Ethnic Violence in Kyrgyzstan（页面存档备份，存于） by Eric McGlinchey (Asia Policy, July 2011)
- One Year After Ethnic Riots in Kyrgyzstan: What Has Changed?（页面存档备份，存于）, Q&A with Eric McGlinchey (National Bureau of Asian Research, June 2011)
- At Least 117 People Killed in Kyrgyzstan; An Estimated 80,000 Uzbeks Have Fled（页面存档备份，存于） – video report by Democracy Now!
- Calm Returns, Fear Remains, In Kyrgyzstan's South（页面存档备份，存于） – Audio report by NPR, 18 June 2010
- Crisis in Kyrgyzstan（页面存档备份，存于） – slideshow by Life magazine